# Roca Farigola
La Roca Farigola és una obra del municipi de Sant Julià de Vilatorta (Osona) inclosa en l'Inventari del Patrimoni Arquitectònic de Catalunya.

## Descripció
Masia de planta rectangular (10x15), coberta a dues vessants amb el carener paral·lel a la façana, situada a migdia. Es troba assentada damunt el pendent d'un serradet. Consta de planta baixa i primer pis. S'hi observen tres etapes constructives clares, les més antiga a ponent i la més recent a llevant. La façana presenta un portal rectangular a la planta, una finestra amb ampit al primer pis. Adossat a la planta hi ha un gran cos que tanca la lliça, és cobert a una sola vessant. A llevant hi ha quatre finestres, a tramuntana poques obertures i algunes encara està tapiada, a ponent gairebé cega. Davant del barri o lliça hi ha un gran era enllosada i una cabana. L'estat de conservació és força bo.

## Història
Masia de la qual no tenim cap notícia ni constructiva ni documental, per bé que creiem que si el nomenclàtor de la província de Barcelona del s. XIX enumerés els masos de Vilalleons, com fa en altres nuclis de població, segurament que Roca Farigola hi apareixeria.